# Мейзі Карр
Мейсі Кар, уроджена Фосетт (англ. Maisie Carr; 1912–1988) — австралійська вчена, еколог та ботанік. Її дослідження сприяли розвитку розуміння унікальності австралійських рослин та їх екологічних систем.

## Раннє життя
Мейзі народилася як Стелла Грейс Мейзі Фосетт Мельбурні. Її батьки не були науковцями, але Мейзі змалку любила рослини та природу.
Мейзі навчалася у державній середній школі Гайд-стріт, де вона була найкращою в своєму класі. У 1924 році перевелася у школу Дукс. Потім навчалася в Мельбурнській старшій школі.
Після закінчення старшої школи влаштувалася працювати молодшим вчителем у середній школі. Паралельно вивчала зоологію і геологію в Південному вчительському коледжі. Далі Мейзі вчилася в Університеті Мельбурна. У 1935 році отримала ступінь бакалавра, 1936 року — магістра ботаніки.
Під час навчання Мейзі отримала декілька стипендій. У березні 1935 року вона була нагороджена стипендією Говіта, яка заснована за заповітом ентомолога Годфрі Говіта.
У грудні 1936 року Мейзі була нагороджена стипендією Вайсласкі, заснованою в 1883 році Джоном Діксоном Вайсласкі.
У квітні 1937 року Мейзі присуджена стипендія Керолін Кей з ботаніки; стипендія була встановлена преподобним Девідом Кеєм в пам'ять про його дочку Керолін.

## Основні наукові інтереси

### Екологія Австралійських Альп

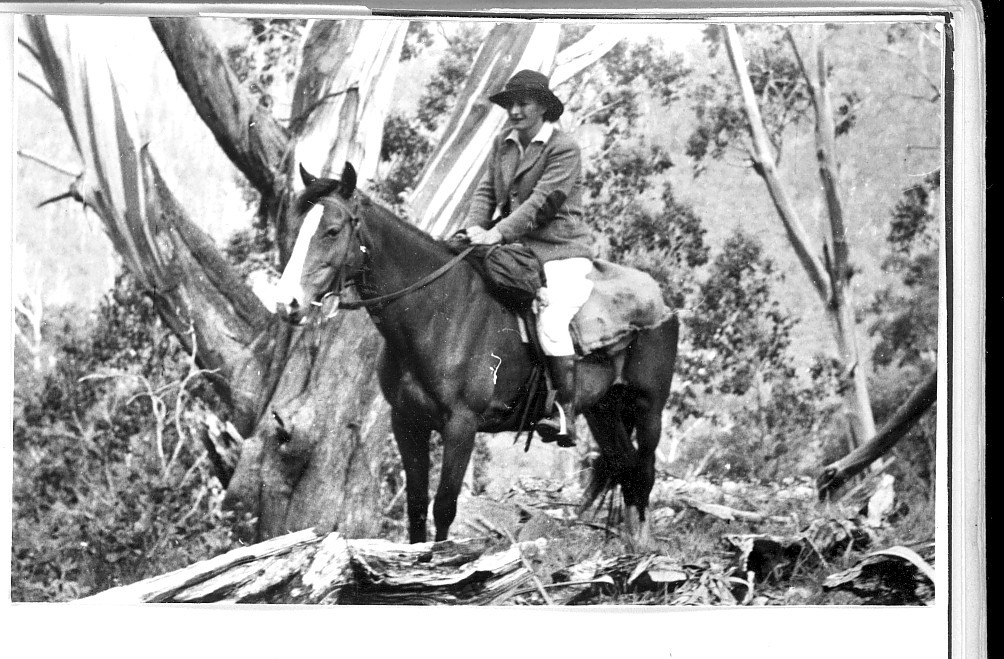
Мейзі Карр на своєму коні Шейлі, Богонг Гай-Плейнс, 1949

Спершу її дослідження були зосереджена на клаваріоїдних (коралових) грибах. Вона вивчала також грибкові та нематодні захворювання рослин. У 1936 році Мейзі брала участь в одній з експедицій на острови Сера Джозефа Банкса в Південній Австралійській затоці Спенсера для проведення повного наукового огляду островів.
У 1940 році Мейзі призначена секретарем комітету з нагородження стипендією Ізабелли Д. Маршалл від університету Мельбурна.
Починаючи з 1941 року, Мейзі проводила широкі інноваційні екологічні дослідження в Австралійських Альпах, де перевипас великої рогатої худоби та овець став причиною ерозії ґрунтів та деградації екосистем.
Додатковою причиною екологічного лиха стало будівництво мережі гідроелектростанцій у регіоні. Мейзі стала співробітником Служби з охорони ґрунтів. Вона організувала встановлення на Богонзькій височині огорожі, що захищала ділянку рослинності від худоби. Мейзі і її команда вивчали як відновлюється рослинність впродовж декількох десятиліть.
Вона обстежувала місцевість на коні.
У 1968 році добилася заборони на випас худоби у національному парку Костюшко.

### Таксономія евкаліптів
У 1949 році вона стала лектором з ботанічної систематики та екології рослин на кафедрі ботаніки Мельбурнського університету.
У 1955 році Мейзі вийшла заміж за Деніса Джона Карра, академіка кафедри ботаніки в Університеті Мельбурна. Впродовж декількох десятеліть вони займалися вивченням морфології і таксономії рослин (переважно роду Eucalyptus). Разом вони опублікували близько десятка статей у високоспеціалізованих наукових журналах.
Подружжя зробило значний внесок в опис морфології евкаліптів. Пара була проти будь-якого розщеплення роду Eucalyptus. Опубліковані філогенетичні аналізи (засновані на послідовності ДНК і морфології) пізніше показують, що рід Eucalyptus є поліфілічним і його класифікацію необхідно переглянути.

## Останні роки
Мейзі була затятим курцем і в неї розвинувся хронічний бронхіт. 9 вересня 1988 року Мейзі Карр померла Королівській лікарні Канберри від загострення хвороби. Її похоронили 13 вересня на кладовищі Гунгалін. Її чоловік Деніс помер 19 липня 2008 року і похоронених поруч з Мейзі.

## Вшанування
Університет Мельбурна на її честь заснував стипендії імені Мейзі Фосетт.